# Kadi
Kadi (turško kadı iz arabskega قاضي‎, sodnik) je naziv islamskega sodnika, ki je sodil skladno s šeriatskim pravom.

## Zgodovina
Kadiji so se načelno ukvarjali samo z verskimi vidiki pravnega predmeta, se pravi z zapuščinami,  nadarbinami (vakuf), sklepanjem zakonov in ločitvami, čeprav so njegova pooblastila zajemala tudi civilno in kazensko pravo.
Na samem začetku je bilo delo kadijev omejeno na nekakšno svetovanje, ker niso bili uradni državni uslužbenci, ampak samo arbitri v sporih in poravnavah v zadevah, ki so jih pred tem obdelali drugi. Kadiji so postopoma prevzeli upravljanje vakufov, skrb za imetje sirot, invalidov in vseh drugih, ki niso bili zmožni skrbeti za lastne interese, in nadzor nad porokami žensk brez skrbnika. Njihova razsodba je bila v vseh primerih dokončna.
Glede na to, da so imeli kadiji  ključno vlogo v zgodnji islamski družbi, so na začetku od njih zahtevali, da so polnoletni neporočeni moški, muslimani, poštenega značaja  in da dobro poznajo šeriatsko pravo. Že v 7. in 8. stoletju so od njih zahtevali, da so sposobni razlagati določene pravne predpise, dobro poznajo Koran in hadise (sporočila, ki jih je Mohamed izgovoril ali na nek način sugeriral) in imeli občutek za idžmo - soglasje islamske skupnosti o nekem zakonu v šeriatskem pravu. Ti kriteriji so se kasneje spremenili, da bi lahko kadiji dobili absolutno avtoriteto v svojem delu, skladno s stališči ene od štirih ortodoksnih islamskih pravnih šol (madhab).
Prvi islamski voditelj, ki je začel imenovati kadije, je bil drugi kalif Omar, da ni bilo treba njemu  osebno razsojati v prav vseh sporih v njegovi verski skupnosti (umma). Kasneje so imeli zagotavljanje pravičnega sojenja za versko dolžnost vladarja in nanj prenesli imenovanje kadijev.